# 2002 no cinema
Filmes em 2002 é uma visão geral dos eventos, incluindo os filmes de maior bilheteria, cerimônias de premiação, festivais, uma lista de filmes lançados por país e gênero, mortes notáveis e estreias cinematográficas. A Paramount Pictures e a Universal Pictures celebraram seus 90º aniversários em 2002.

## Maiores bilheterias em 2002
Os dez principais filmes lançados em 2002 por arrecadação mundial são os seguintes:
| Ranque | Título                                       | Distribuidor                  | Bilheteria global |
| ------ | -------------------------------------------- | ----------------------------- | ----------------- |
| 1      | The Lord of the Rings: The Two Towers        | New Line                      | US$ 936,689,735   |
| 2      | Harry Potter and the Chamber of Secrets      | Warner Bros.                  | US$ 878,979,634   |
| 3      | Spider-Man                                   | Sony Pictures                 | US$ 821,708,551   |
| 4      | Star Wars: Episode II – Attack of the Clones | 20th Century Fox              | US$ 653,741,940   |
| 5      | Men in Black II                              | Sony Pictures                 | US$ 441,818,803   |
| 6      | Die Another Day                              | MGM / 20th Century Fox        | US$ 431,971,116   |
| 7      | Signs                                        | Buena Vista                   | US$ 408,247,917   |
| 8      | Ice Age                                      | 20th Century Fox              | US$ 383,257,136   |
| 9      | My Big Fat Greek Wedding                     | IFC                           | US$ 368,744,044   |
| 10     | Minority Report                              | 20th Century Fox / DreamWorks | US$ 358,372,926   |

## Eventos
- Prêmios Globo de Ouro de 2002
- Oscar 2002

## Filmes lançados em 2002
| # - 8 Mile - 8 Femmes - 11'9"01 September 11 - 13 Moons - 24 Hour Party People - 25th Hour - 28 Days Later - 40 Days and 40 Nights A - Abandon - About a Boy - About Schmidt - Adaptation. - Ali G Indahouse - All About the Benjamins - Amen. - Analyze That - Antwone Fisher - Austin Powers in Goldmember - Auto Focus - Avenging Angelo - A Walk to Remember B - Back by Midnight - Bad Company - Bang Bang You're Dead - Balto II: Wolf Quest - Barbershop - Bend It Like Beckham - Better Luck Tomorrow - Big Fat Liar - Big Trouble - Blade II - Blood Work - Bloody Sunday - Blue Crush - Boat Trip - Bolívar Soy Yo - Book of Love - Bowling for Columbine - Brotherhood of the Wolf - Bubba Ho-tep - Buying the Cow C - Callas Forever - Catch Me If You Can - Carrie (1976) - Chance - Changing Lanes - Chat Room - Chicago - City of Ghosts - City of God - Civil Brand - Clockstoppers - Collateral Damage - Company - Confessions of a Dangerous Mind - Crazy As Hell - Crossroads D - Dark Blue - Darkness - Dead Gorgeous - Dead in a Heartbeat - Death to Smoochy - Deathwatch - O Delfim - Demon Island - Derailed - Deuces Wild - Die Another Day - Dirty Deeds - Dirty Pretty Things - Divine Intervention - Divine Secrets of the Ya-Ya Sisterhood - Dog Soldiers - Dolls - Dona Cristina Perdeu a Memória - Dragonfly E - E.T. (20th Anniversary Edition) - Eight Crazy Nights - Eight Legged Freaks - El Crimen del padre Amaro - Emergency Act 19 - Enough - Equilibrium - Extreme Ops - Evelyn F - Far from Heaven - FeardotCom - Femme Fatale - Frailty - Frida - FUBAR - Full Frontal | G - Gangs of New York - Ghost Ship - Godzilla Against Mechagodzilla - Groom Lake H - Halloween: Resurrection - Harry Potter and the Chamber of Secrets - Hart's War - Herói - Hey Arnold!: The Movie - High Crimes - Highway - Hollywood Ending - Homem-Aranha I - Ice Age - Igby Goes Down - Impostor - In America - In This World - Infernal Affairs - Insomnia - Interstate 60 - Irréversible J - Jackass: The Movie - Jason X - John Q - Jonah: A VeggieTales Movie - Just a Kiss - Juwanna Mann K - K-19: The Widowmaker - K-9: P.I. - Kiss the Bride - Kung Pow: Enter the Fist L - Last Call - Laurel Canyon - L'homme du train - Life or Something Like It - Like Mike - Lilo & Stitch - Lilya 4-ever - Love And a Bullet M - Madame Satã - Maid in Manhattan - Martin Lawrence Live: Runteldat - Melinda's World - Men in Black II - Men with Brooms - Mike's New Car - Millennium Actress - Minority Report - Moonlight Mile - Morvern Callar - Mr. Deeds - Murder by Numbers - My Big Fat Greek Wedding N - National Lampoon's Van Wilder - Naqoyqatsi - Neko no ongaeshi - New Best Friend - Nha Fala O - On Line - One Hour Photo - Ônibus 174 - Orange County - Over the Rainbow P - Personal Velocity: Three Portraits - Panic Room - Phone Booth - Pinóquio - Pokémon 4Ever - Possession - Pumpkin - Punch-Drunk Love Q - Queen of the Damned - Querido Estranho R - R.S.V.P. - Rabbit-Proof Fence - Red Dragon - Reign of Fire - Resident Evil - Return to Never Land - The Ring - Road to Perdition - Rollerball - The Rookie - Rose Red | S - S1m0ne - Saving My Hubby - Scooby-Doo - Second Name - Secretary - Secret Things - Serving Sara - Sex Is Zero - Showboy - Showtime - Signs - Skinwalkers - Slackers - Snow Dogs - Solaris - Sorority Boys - Spider - Spirit of Korean Celadon - Spirit: Stallion of the Cimarron - Spun - Spy Kids 2: The Island of Lost Dreams - Star Trek Nemesis - Star Wars Episode II: Attack of the Clones - Steal - Stealing Harvard - Stevie - Stolen Summer - Stuart Little 2 - Sunshine State - Swimfan - Swing - Sympathy for Mr. Vengeance T - Tadpole - Talk to Her - Tarzan & Jane - The Adventures of Pluto Nash - The Best Day of My Life - The Blood Stained Route Map - The Bourne Identity - The Burial Society - The Count of Monte Cristo - The Crocodile Hunter: Collision Course - The Dancer Upstairs - The Dangerous Lives of Altar Boys - The Emperor's Club - The First $20 Million Is Always the Hardest - The Four Feathers - The Good Girl - The Good Thief - The Guru - The Hours - The Importance of Being Earnest - The Kid Stays in the Picture - The Laramie Project - The Lord of the Rings: The Two Towers - The Magdalene Sisters - The Man from Elysian Fields - The Man Who Saved Christmas - The Man Without a Past - The Mothman Prophecies - The New Guy - The Pianist - The Powerpuff Girls Movie - The Salton Sea - The Scorpion King - The Singles Ward - The Sum of All Fears - The Sweetest Thing - Timequest - Time Changer - The Rules of Attraction - The Time Machine - The Transporter - The Quiet American - Treasure Planet - The Tuxedo - The Twilight Samurai - The Wild Thornberrys Movie U - Ultraman Cosmos 2: The Blue Planet - Undercover Brother - Undisputed - Unfaithful V - Valentín W - Waiting for Happiness - Walking on Water - We Were Soldiers - Welcome to Collinwood - Whale Rider - White Oleander - Windtalkers X - xXx |